# Albanie au Concours Eurovision de la chanson 2023
L'Albanie est l'un des trente-sept pays participants du Concours Eurovision de la chanson 2023, qui se déroule à Liverpool au Royaume-Uni. Le pays est représenté par Albina & Familjia Kelmendi avec la chanson  Duje, sélectionnés lors de la 61e édition du Festivali i Këngës. Le pays se classe 22e avec 76 points lors de la finale.

## Sélection
Le diffuseur RTSH confirme sa participation à l'Eurovision 2022 le 3 juin 2022, confirmant par la même occasion que le représentant sera sélectionné via le Festivali i Këngës.

### Format
Le Festival se déroule en quatre soirées, du 19 au 22 décembre 2022. Il est constitué de deux demi-finales, d'une soirée cover et d'une finale. Il voit vingt-six artistes en compétition : dix d'entre eux sont classés dans la catégorie « nouveaux artistes », les seize autres dans la catégorie « grands artistes ». Lors de chaque demi-finale, treize des vingt-six artistes en compétition présentent leur chanson. Au terme des deux demi-finales, cinq des dix « nouveaux artistes » sont éliminés. Les vingt et un artistes restants en lice participent à la finale. Le gagnant du festival est déterminé uniquement grâce au vote du jury. Cependant, un télévote est ms en place pour sélectionner séparément le représentant albanais à l'Eurovision.

### Chansons
Le diffuseur albanais ouvre le 3 juin 2022 la période de soumissions des candidatures. La liste des participants est publiée le 27 octobre 2022. Les chansons ne sont en revanche pas rendues publiques avant le festival.
| Liste des participants    | Liste des participants | Liste des participants                               | Liste des participants                               |
| Artiste(s)                | Chanson                | Compositeur(s)                                       | Auteur(s)                                            |
| ------------------------- | ---------------------- | ---------------------------------------------------- | ---------------------------------------------------- |
| 2 Farm                    | Atomike                | Klevis Bega (Kastro Zizo), Renan Berati, Redvis Mazi | Klevis Bega (Kastro Zizo), Renan Berati, Redvis Mazi |
| Alban Kondi and Lore      | Melodi                 | Alban Kondi                                          | Alban Kondi                                          |
| Albina & Familja Kelmendi | Duje                   | Enis Mullaj                                          | Eriona Rushiti                                       |
| Anduel Kovaçi             | Malli                  | Irkenc Hyka                                          | Irkenc Hyka                                          |
| Arsi Bako                 | Sonte dua të jem me ty | Osman Mula                                           | Evis Mula                                            |
| Elsa Lila                 | Evita                  | Elsa Lila                                            | Elsa Lila                                            |
| Enxhi Nasufi              | Burrë                  | Enxhi Nasufi, Andrei "Alandy" Vornicu                | Enxhi Nasufi, Andrei "Alandy" Vornicu                |
| Erma Mici                 | Kozmosi i dashurisë    | Erma Mici, Andi Lazaj                                | Erma Mici                                            |
| Evi Reçi                  | Ma kthe                | Ervin Gonxhi                                         | Vojsava Alla                                         |
| Fabian Basha              | Një gotë               | Alban Kondi, Fabian Basha                            | Alban Kondi                                          |
| Fifi                      | Stop                   | Filloreta "Fifi" Raçi, Fatjo Miftaraj                | Filloreta "Fifi" Raçi                                |
| Franc Koruni              | Në pritje              | Franc Koruni                                         | Franc Koruni                                         |
| Gent Hoxha                | Ajër                   | Jeris Kaso                                           | Elio Shuli                                           |
| Gjergj Kaçinari           | Dje                    | Gjerg Kaçinari                                       | Gjerg Kaçinari                                       |
| Luna Çausholli            | Jetën ta fal           | Endri Shani                                          | Pandi Laço                                           |
| Lynx                      | Nëse ke besim          | Lynx                                                 | Lynx                                                 |
| Manjola Nallbani          | Duaj                   | Kledi Bahiti                                         | Manjola Nallbani                                     |
| Melodajn Mancaku          | Gjysma e zemrës sime   | Wendi Mancaku                                        | Melodajn Mancaku                                     |
| Permit of Stay            | Fobia                  | Ergys Meta                                           | Ergys Meta                                           |
| Petrit Çarkaxhiu          | Emri yt mirësi         | Petrit Çarkaxhiu                                     | Petrit Çarkaxhiu                                     |
| Rezarta Smaja             | N'Eden                 | Eriona Rushiti                                       | Eriona Rushiti                                       |
| Rovena Dilo               | Motit                  | Aldo Shqalshi                                        | Rovena Dilo                                          |
| Sara Kapo                 | Para teje              | Sara Kapo                                            | Sara Kapo                                            |
| Sergio Hajdini            | Vështirë               | Serxhio Hajdini                                      | Serxhio Hajdini                                      |
| Urban Band                | Në çdo hap             | Klodian Rexhepaj                                     | Florian "Kelly" Çarkanji                             |
| Vanesa Sono               | Aroma jonë             | Vanesa Sono                                          | Alban Kondi                                          |

### Résultats
La finale a lieu le 22 décembre 2022. Le jury désigne ses trois favoris, le public étant seul à voter pour déterminer qui représentera l'Albanie au Concours Eurovision de la chanson 2023. Il est possible de voter depuis l'Albanie et le Kosovo.
- Vainqueur
- Deuxième
- Troisième

| Ordre | Artiste                   | Chanson              |
| ----- | ------------------------- | -------------------- |
| 1     | 2 Farm                    | Atomike              |
| 2     | Sergio Hajdini            | Vështirë             |
| 3     | Gjergj Kaçinari           | Dje                  |
| 4     | Alban Kondi and Lore      | Melodi               |
| 5     | Vanesa Sono               | Aroma jonë           |
| 6     | Elsa Lila                 | Evita                |
| 7     | Erma Mici                 | Kozmosi i dashurisë  |
| 8     | Franc Koruni              | Në pritje            |
| 9     | Gent Hoxha                | Ajër                 |
| 10    | Petrit Çarkaxhiu          | Emri yt mirësi       |
| 11    | Melodajn Mancaku          | Gjysma e zemrës sime |
| 12    | Manjola Nallbani          | Duaj                 |
| 13    | Urban Band                | Në çdo hap           |
| 14    | Enxhi Nasufi              | Burrë                |
| 15    | Rovena Dilo               | Motit                |
| 16    | Fifi                      | Stop                 |
| 17    | Rezarta Smaja             | N'Eden               |
| 18    | Evi Reçi                  | Ma kthe              |
| 19    | Fabian Basha              | Një gotë             |
| 20    | Albina & Familja Kelmendi | Duje                 |
| 21    | Lynx                      | Nëse ke besim        |

La soirée se conclut sur la victoire d'Elsa Lilla avec sa chanson Evita. Cependant, le télévote albanais sélectionne Albina & Familja Kelmendi comme représentants pour l'Eurovision.

## À l'Eurovision
À l'Eurovision, l'Albanie participe à la deuxième demi-finale le 11 mai 2023. Elle s'y classe 9e avec 83 points, se qualifiant donc pour la finale. Lors de celle-ci, elle termine à la 22e place avec 76 points.